# 巴加普拉纳
巴加普拉纳（Bagha Purana），是印度旁遮普邦Moga县的一个城镇。总人口21617（2001年）。

## 人口
该地2001年总人口21617人，其中男性11358人，女性10259人；0—6岁人口2718人，其中男1550人，女1168人；识字率62.08%，其中男性为64.98%，女性为58.88%。